# Districtul Nevrokop (1913)
Districtul Nevrokop a fost o unitate administrativ-teritorială din Bulgaria care a existat din 1913 până în 1959.
Districtul a fost înființat în august 1913 printr-un ordin al Ministerului Afacerilor Interne și Sănătății Publice în partea care a revenit Bulgariei în baza Tratatului de la București care a pus capăt celui de-Al Doilea Război Balcanic. Centrul regional a fost orașul Nevrokop. La 7 septembrie 1913 a fost anexat la nou-înființatul district Strumița. În 1920, după transferul Strumiței în Regatul sârbilor, croaților și slovenilor, districtul a devenit parte a districtului Petrici.
Sub noua diviziune administrativ-teritorială impusă la 19 Mai 1934, districtul a fost inclus în regiunea Plovdiv printr-un decret al țarului și al Ministerului Afacerilor Interne și Sănătății Publice. În septembrie 1943, prin Decretul nr. 3 al Consiliului de Miniștri, a devenit parte a districtului Gorna-Giumaia nou creat. Din 1950 se numește Gotse Delchev.